# Lacul de Argint (Serbia)
Lacul de argint este un lac artificial de pe malul drept al Dunării și reprezintă fostul său braț de fluviu, care este astăzi închis de două baraje. Este situat în districtul Branicevo din estul Serbiei, la doi kilometri de Veliko Gradiște. Are o lățime medie de 300 m și o lungime medie de 14 km. 

## Geografie
Lacul în sine se află într-o mică vale largă a Dunării, dar este înconjurat de dealuri de la 282 metri la nord (Gorica Brdo), 362 metri la sud (Lipovaca Brdo), în timp ce întreaga parte vestică a văii este închisă de Veliki Brdo și vârful cel mai înalt (Anatema 324 metri). Gura râului Pek în Dunăre, cunoscută pentru curgerea sa inversă în timpul nivelului ridicat al apei, este situată la sud de lac. Siturile istorice ale cetăților medievale Golubac și Ram sunt de asemenea, în apropiere de lac, ca sursă de apă Hajduk. 
În ambele părți care leagă lacul de Dunăre, lacul a fost partiționat și apoi relocat în 1971, drumul Veliko Gradište - Zatonje traversând continentul. Alte așezări de pe lac sunt Biskuplje și Kisiljevo. 
Lacul de Argint are o formă de arc neregulat și acoperă o suprafață de 4 km². Este situat la o altitudine de 70 de metri și este la 8 metri adâncime. Apa este limpede datorită lipsei de poluare și filtrării naturale a apei prin multe dune de nisip. Lacul este bogat în pește, inclusiv amur, crap, pește catif, știucă, biban și alți pești de apă dulce.

## Economia

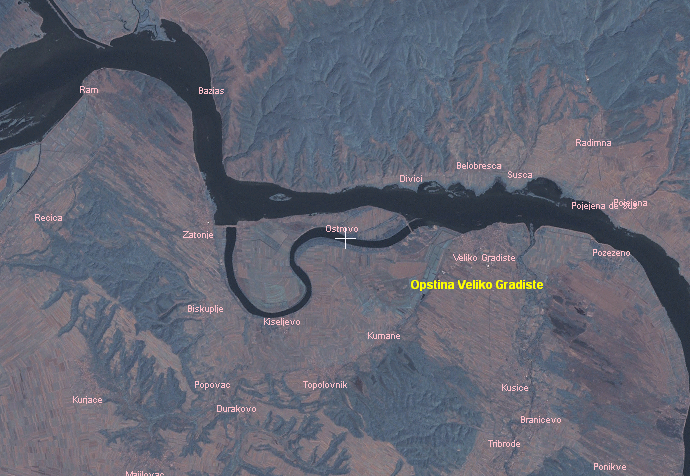
Imagine din satelit a lacului

Lacul a fost o destinație populară de sărbători și pescuit de zeci de ani, dar a atras recent turiști din toată Serbia centrală, în ciuda lipsei de cazare. Lacul are un hotel „Srebrno jezero”, mai multe restaurante, pensiuni, căsuțe și cel mai mare parc auto din Serbia. 
Ca urmare a popularității în creștere a lacului, acesta a fost recent apreciat drept „Marea Sârbească”, deoarece Serbia nu are acces la mare. Silver Lake Resort este o rezervatie de pe Silver Lake si este prima rezervație turistică cu congrese, sport, facilități turistice și de agrement, cuprinzând aproximativ 320 de acri. Acesta include cazare, parc acvatic, barcă turistică, restaurant și cafenea, vile și complex de apartamente, terenuri de tenis, port sportiv, precum și zone de divertisment, recreere și sănătate. De asemenea, condițiile pentru sporturile nautice sunt excelente, motiv pentru care încă din vara anului 2000, pe Lacul de Argint a început campionatul de schi nautic din Iugoslavia. 
Din 2006, tradiționalul festival de șah Arhivat în 21 ianuarie 2022, la Wayback Machine. organizat de clubul local de șah VGSK a avut loc în 2017 și au participat 256 de concurenți din 19 țări. 
Din 2016, faimosul jucător de baschet Milos Teodosic organizează tabără de baschet de vară pentru copii Teo4 Arhivat în 21 ianuarie 2022, la Wayback Machine.. 

## Galerie

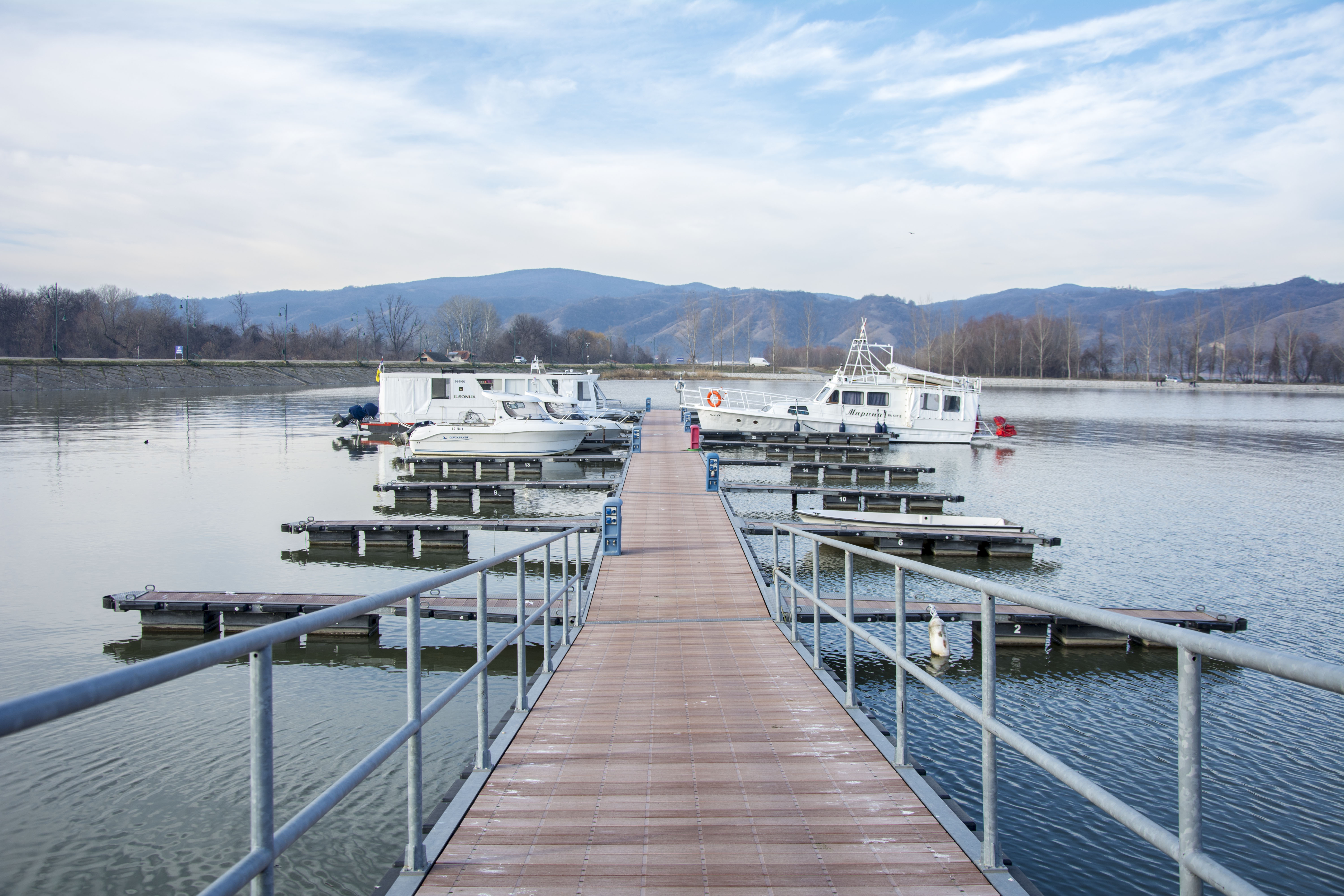
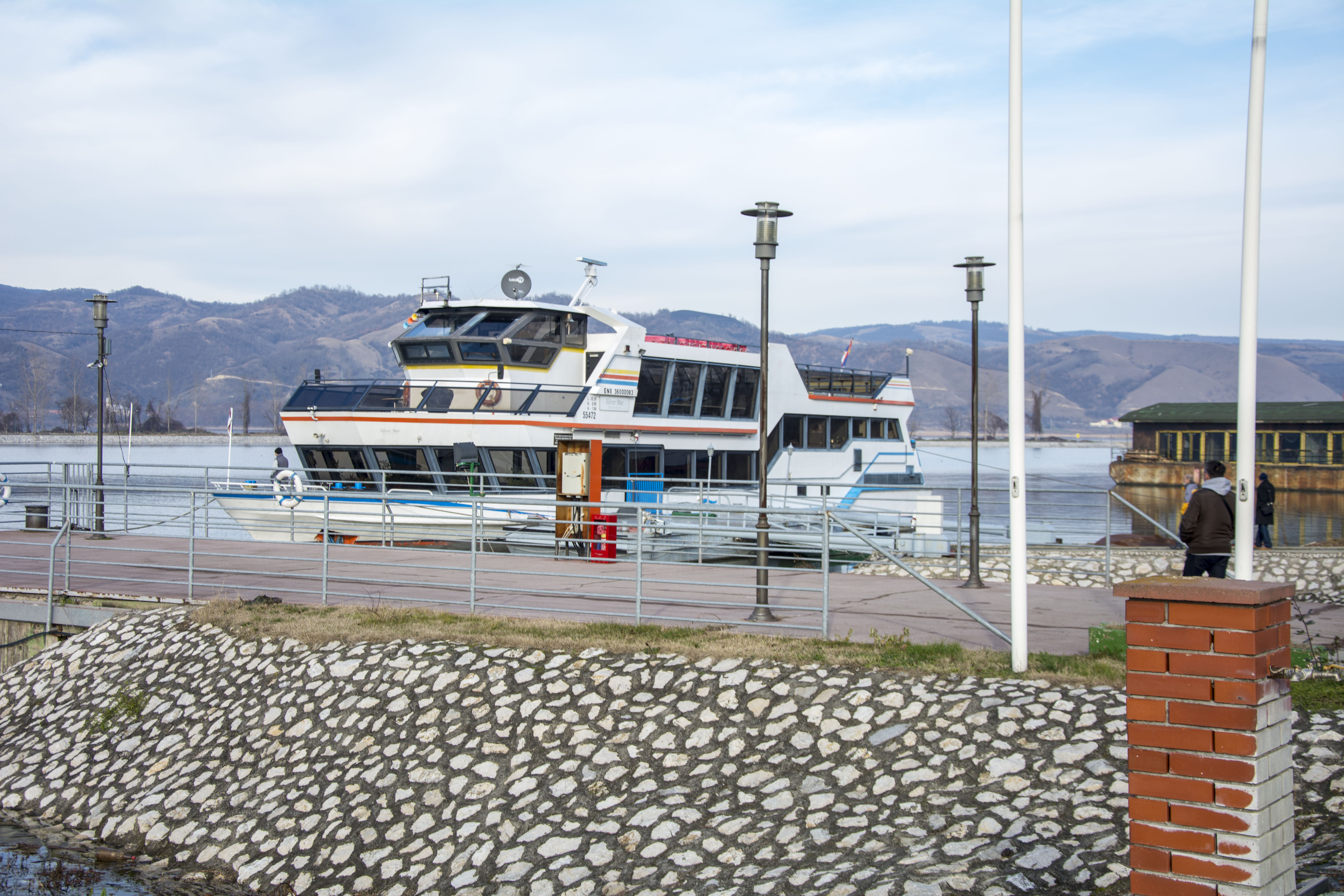
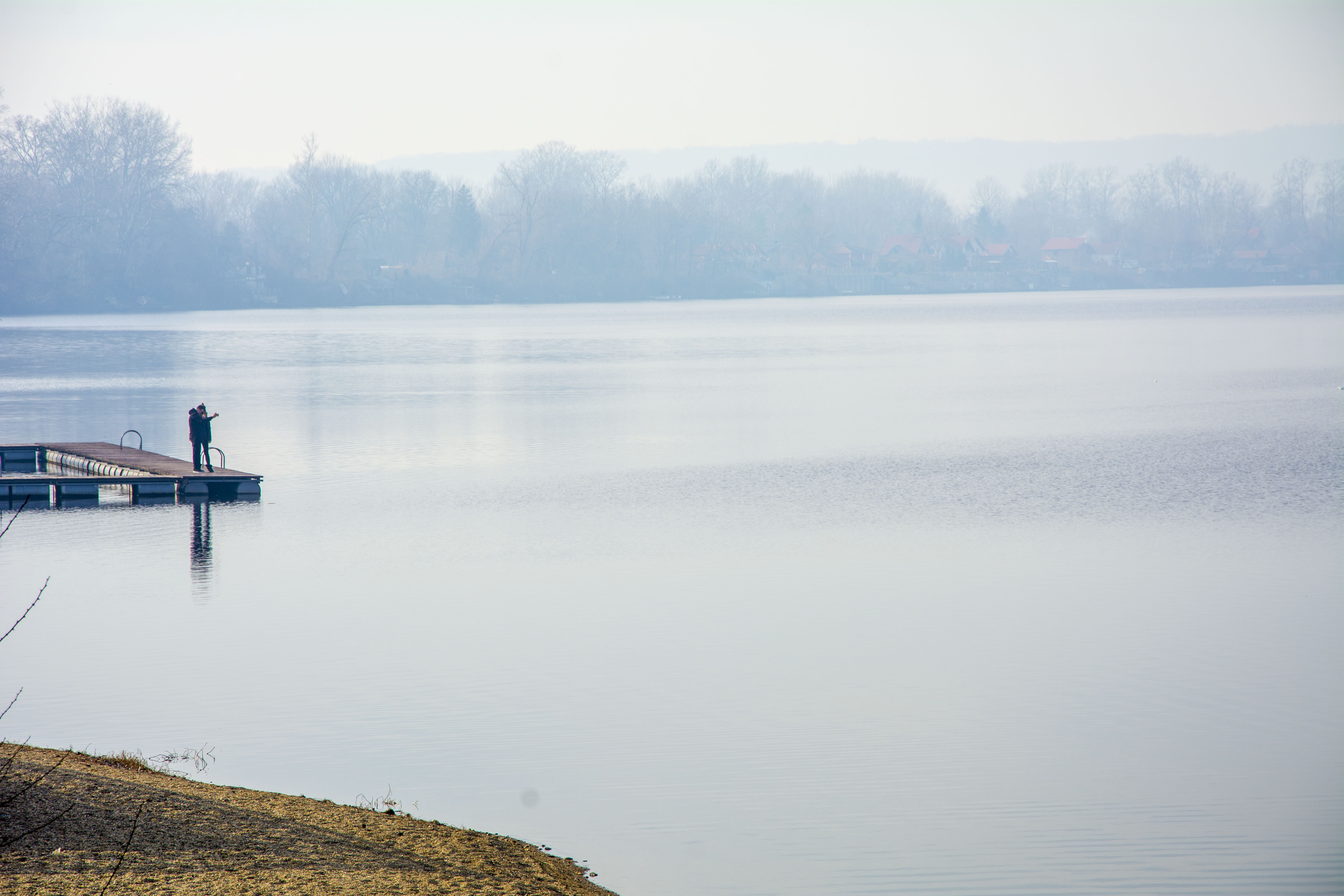
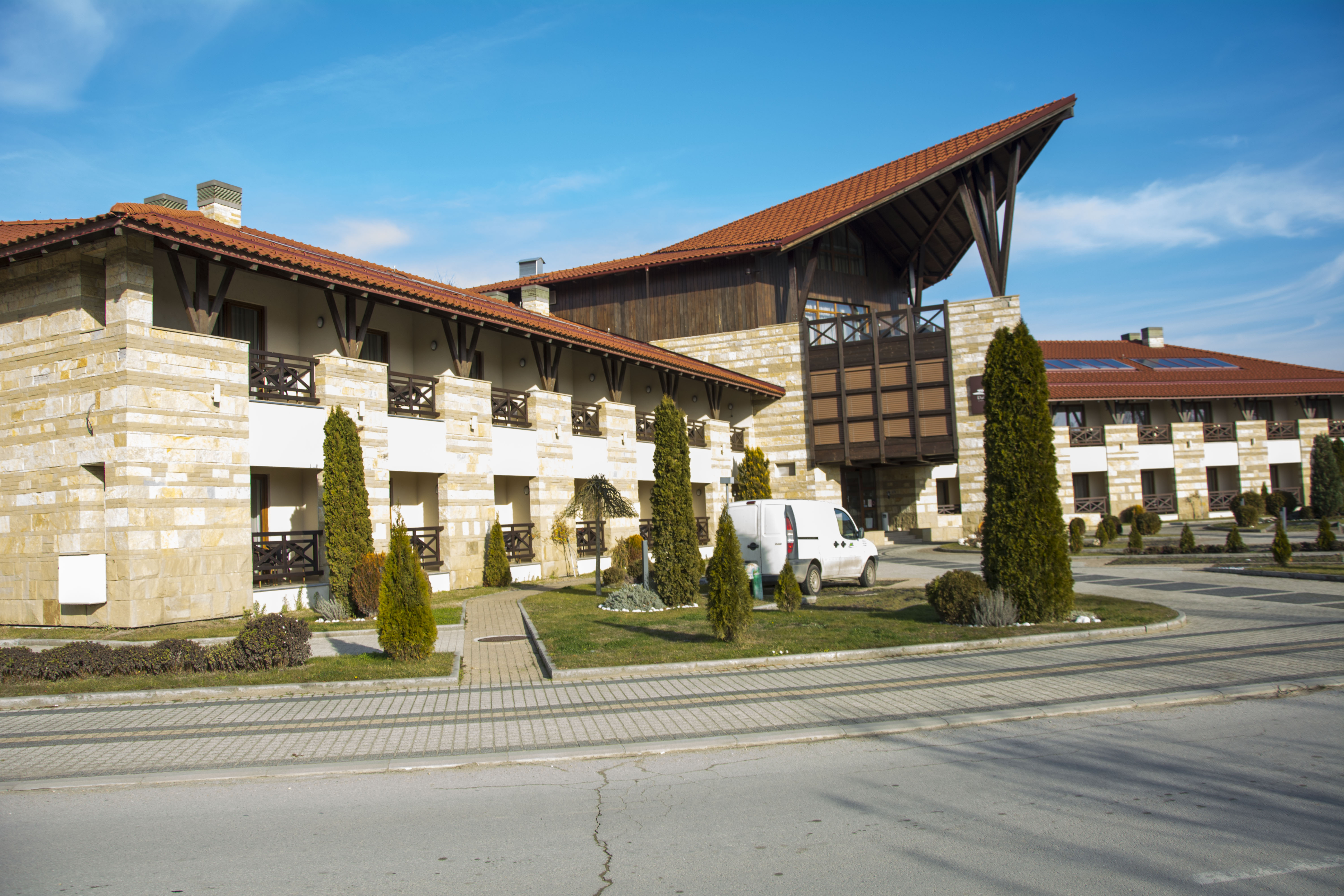
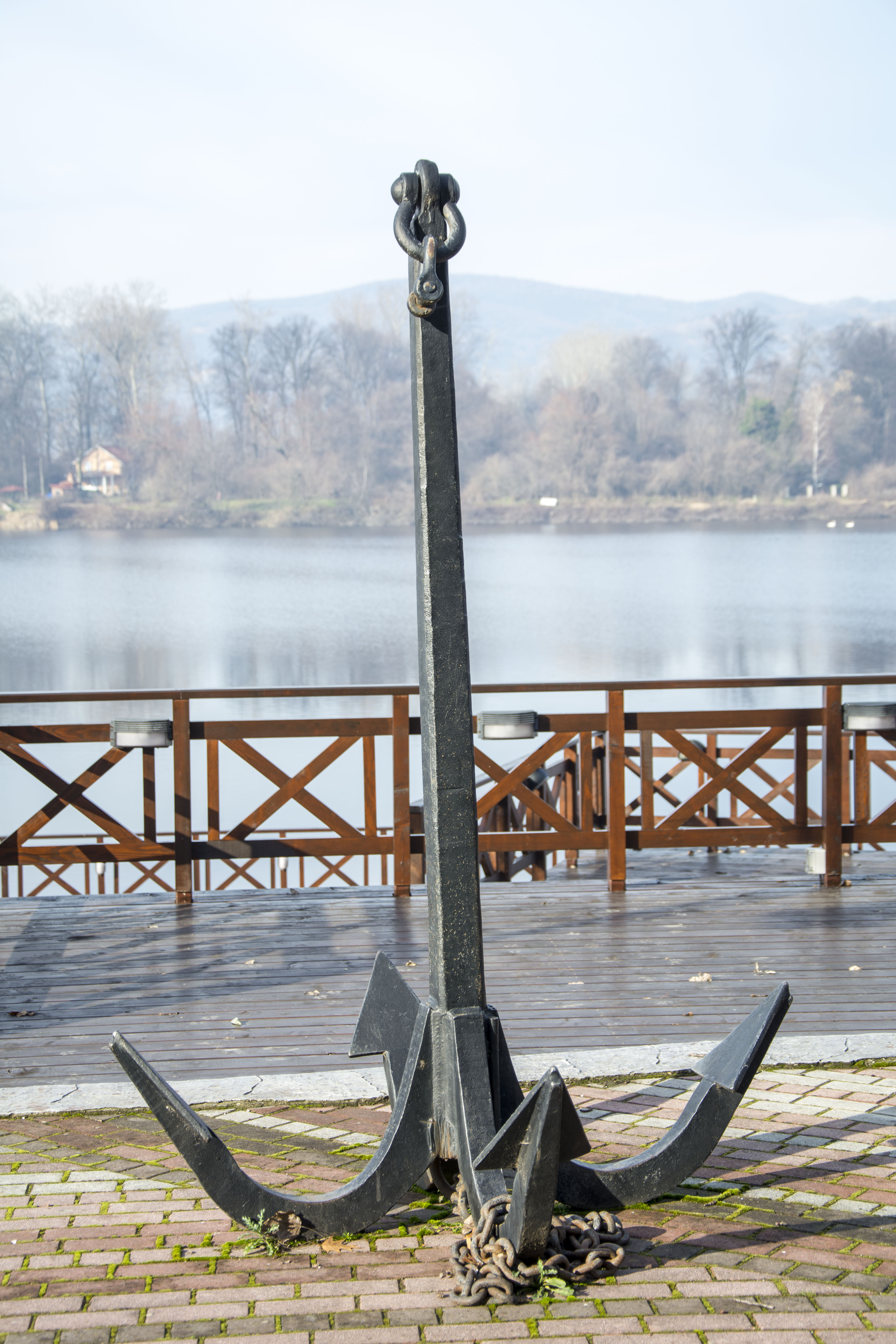
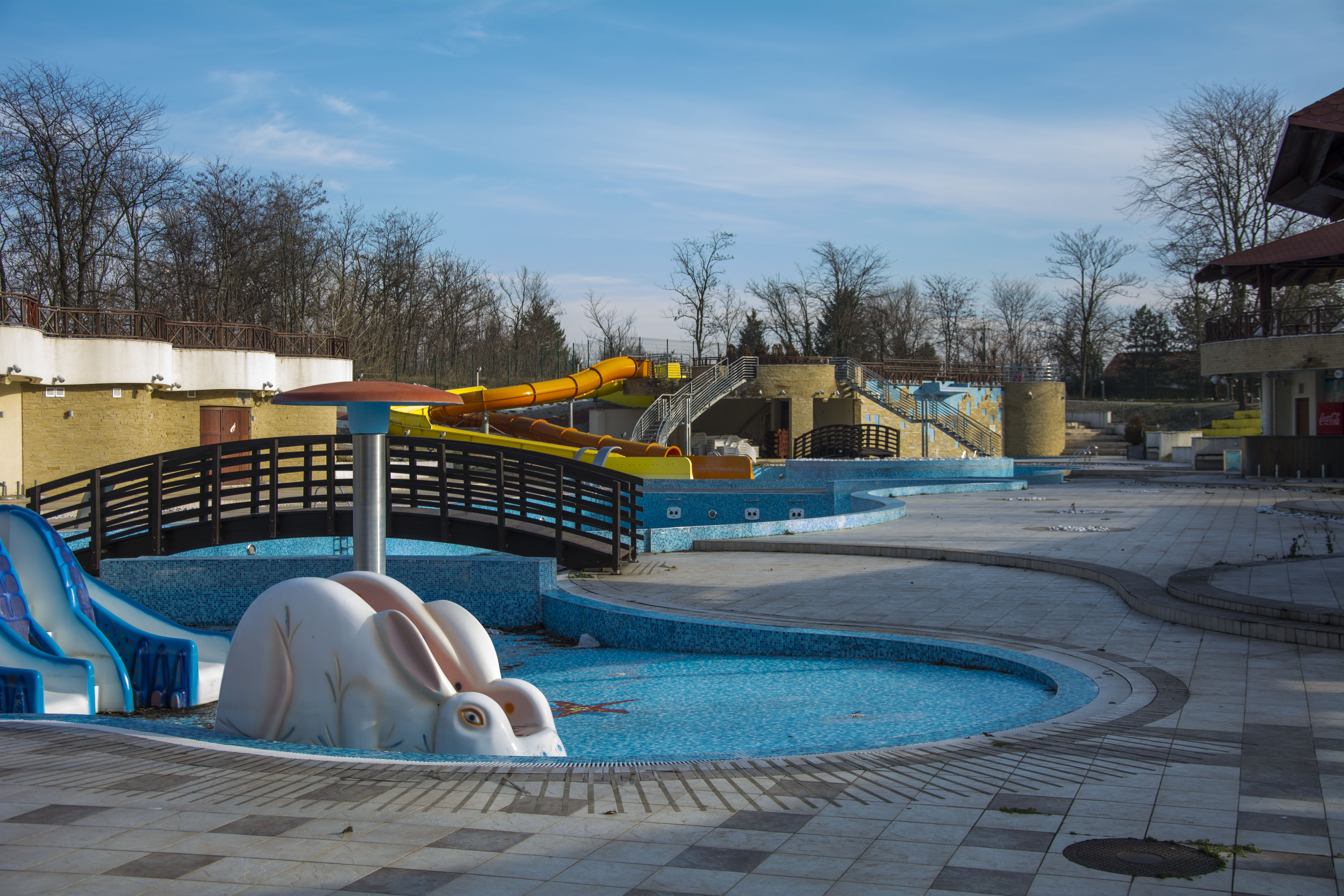
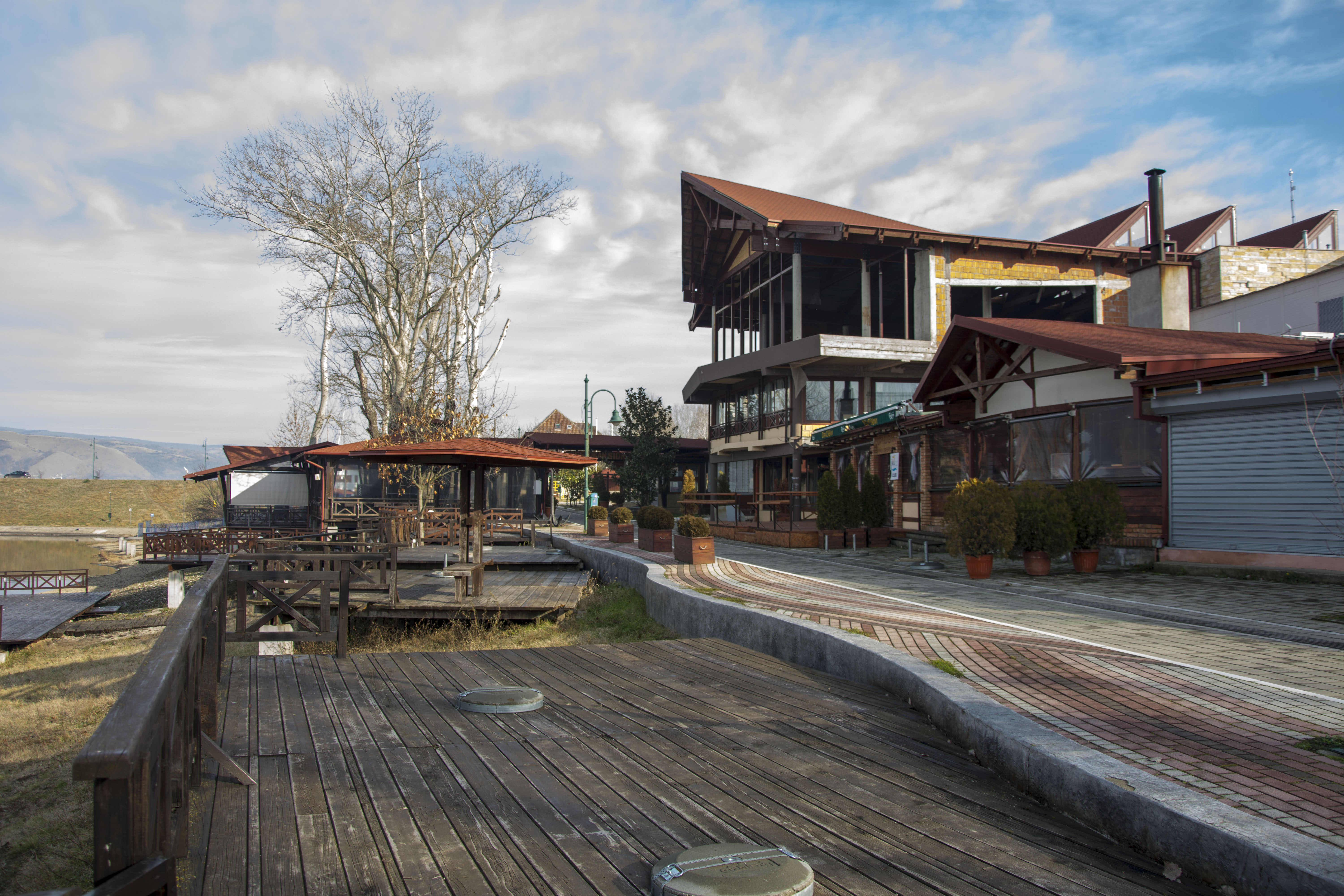
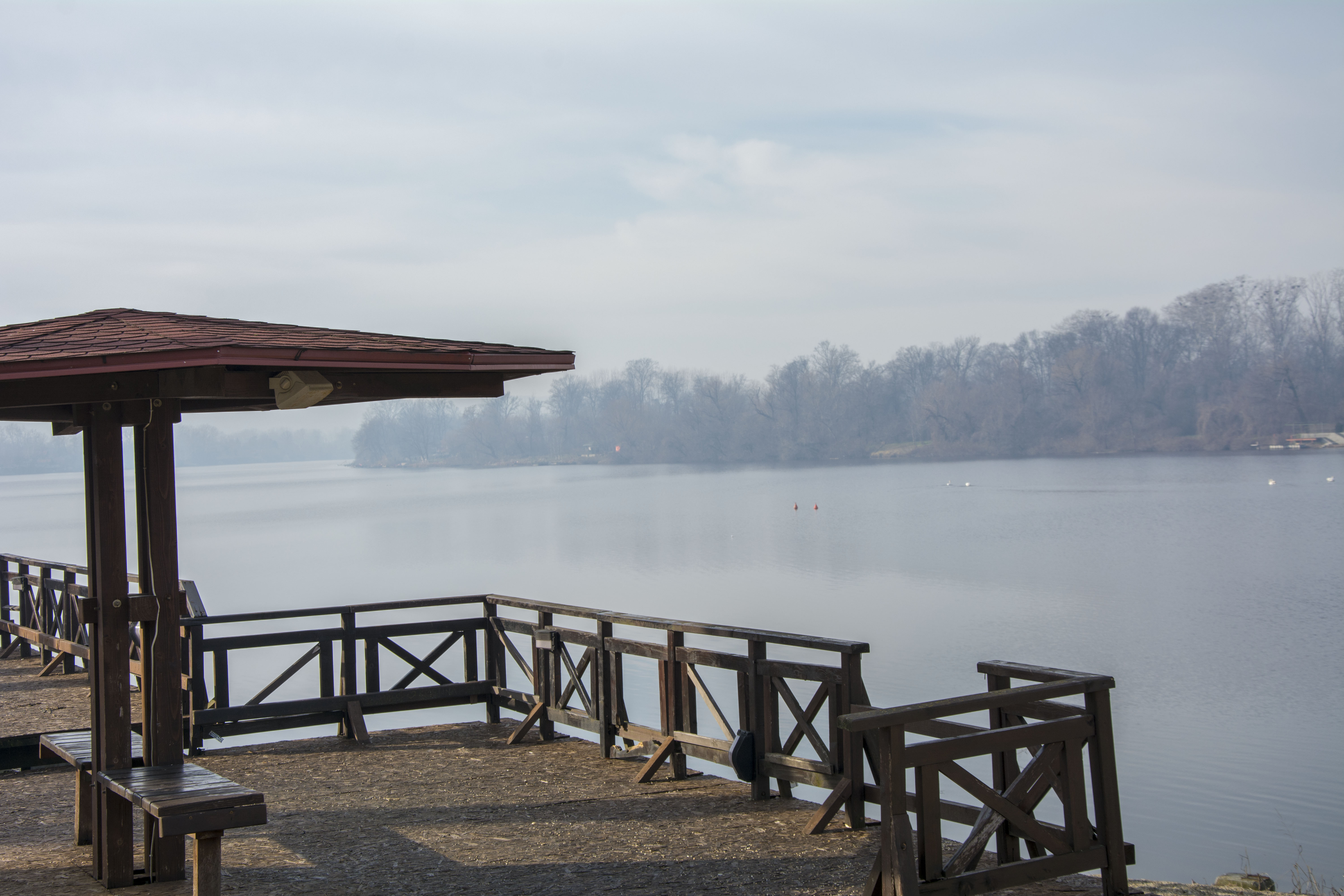
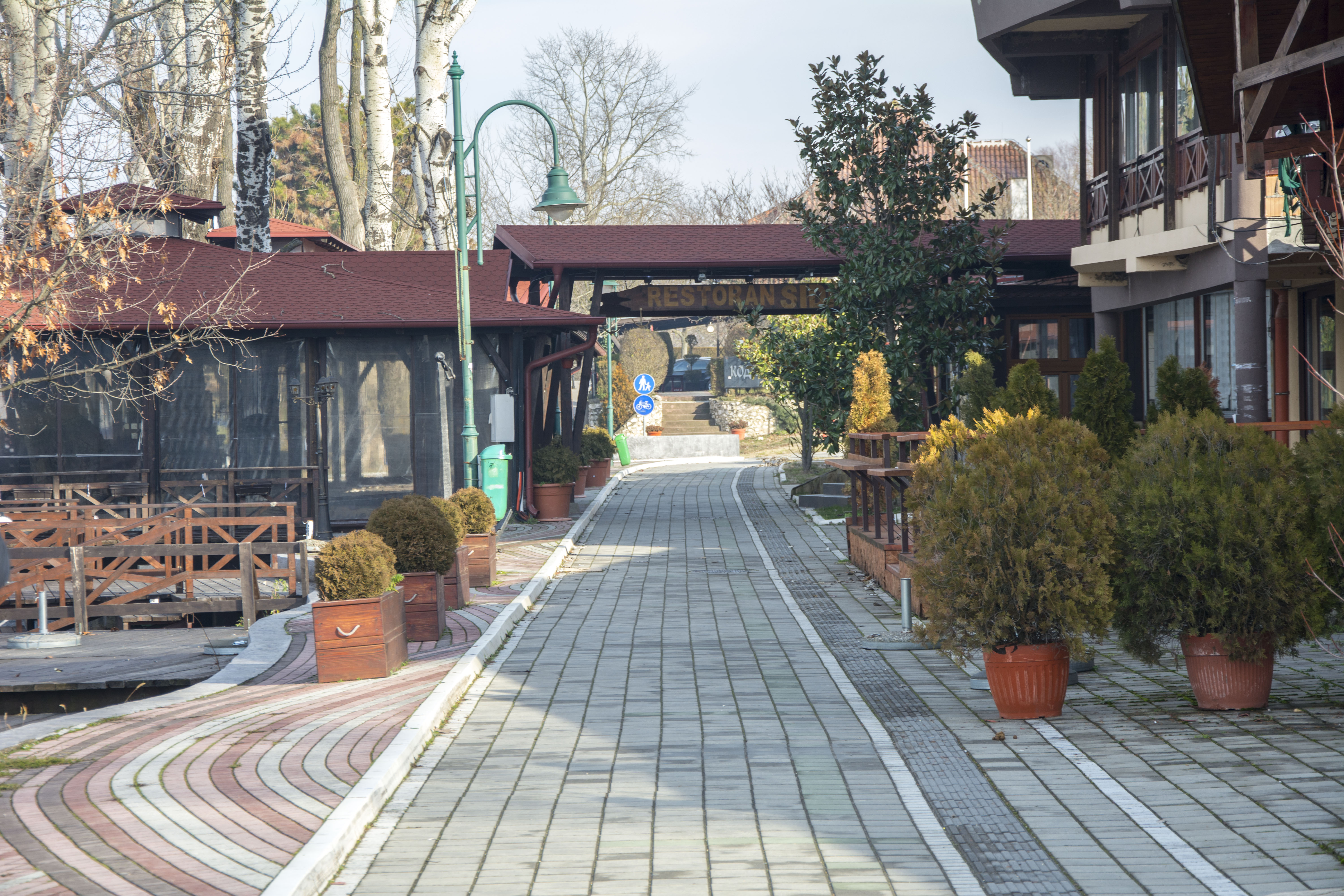
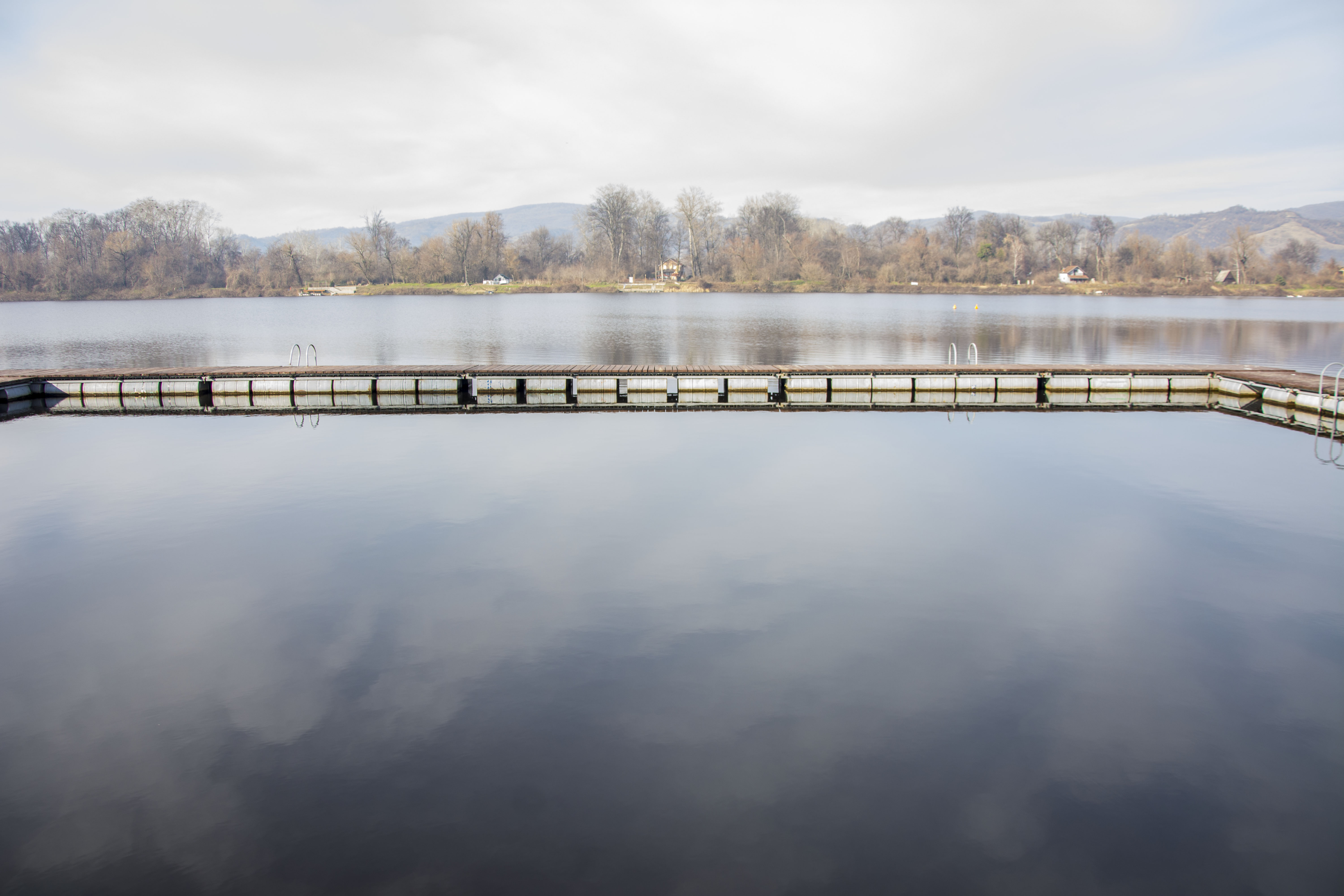
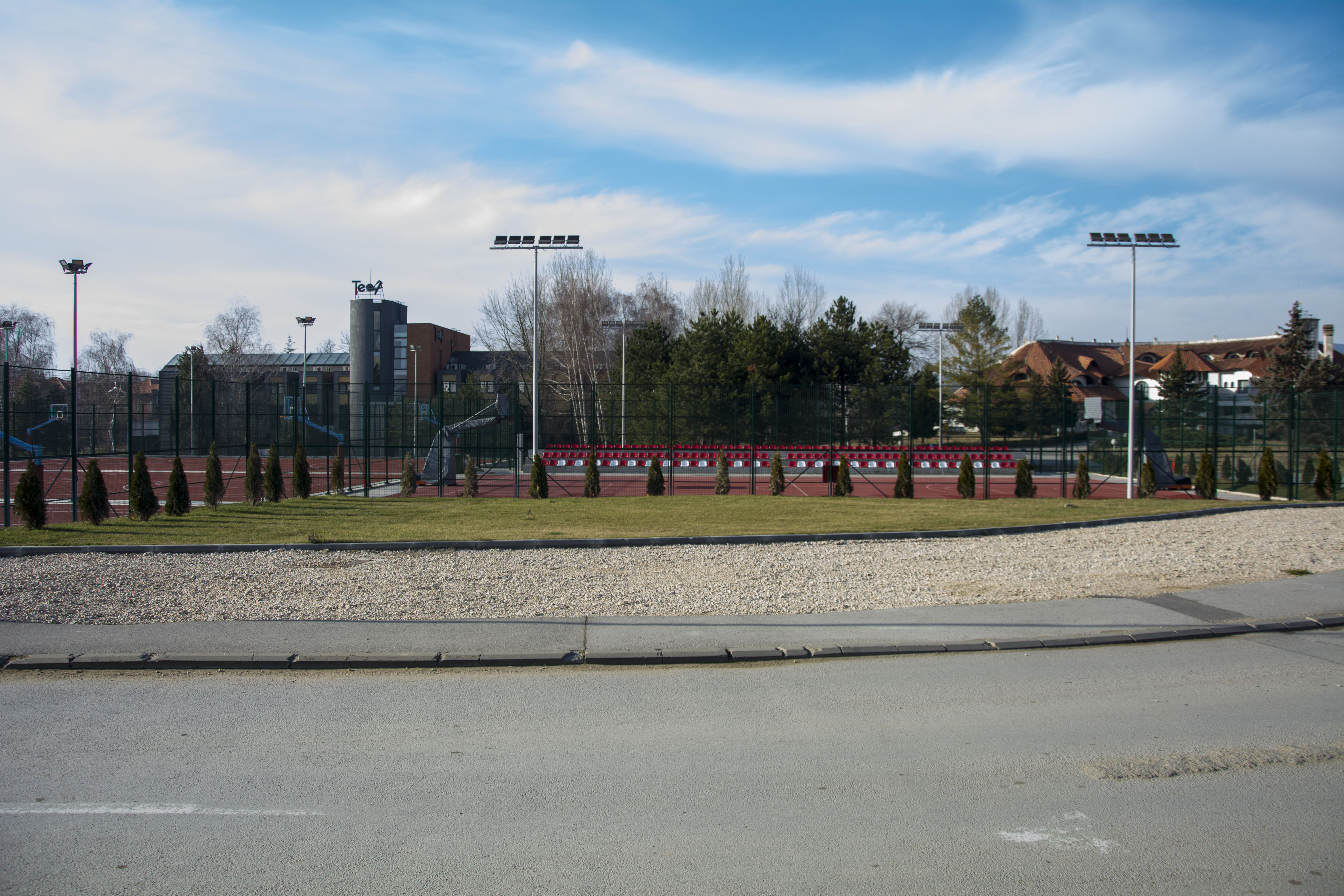